# ジェラール・ジャリ
ジェラール・ジャリ（Gérard Jarry, 1936年6月6日 - 2004年1月18日）は、フランスのヴァイオリン奏者。

## 経歴
1936年、シャテルロー生まれ。アンドレ・プロフィトにヴァイオリンを学んだ後、パリ音楽院でルネ・ベネデッティにヴァイオリン、ジョゼフ・ベンヴェヌティに室内楽を学んだ。1951年のロン＝ティボー国際コンクールのヴァイオリン部門で優勝し、ソリストとしての活動を始めた。
1959年にセルジュ・コロ、ミシェル・トゥルヌと共にフランス弦楽三重奏団を結成し、ベッツィー・ジョラスの四重奏曲Ⅱ、ジュゼプ・メストレス・クアドレニの三重奏曲、シャルル・シェーヌの《サッフォーの四つの詩》、ヤニス・クセナキスの《イコール》などの初演を手掛けた。
オーケストラ・メンバーとしては、1960年から1971年までパリのオペラ＝コミック座のコンサートマスターを務め、1969年からユゲット・フェルナンデスの後任としてパイヤール室内管弦楽団のコンサートマスターとなった。1984年から2002年まではイル・ド・フランス国立管弦楽団のコンサートマスターを務めた。
また教育者としても後進の指導にあたり、1971年から2001年まで母校のパリ音楽院で教鞭も取った。2004年、サントル＝ヴァル・ド・ロワール地域圏サン＝テリフ(Saint-Éliph)にて没。